# Euxestonotus
Euxestonotus is een geslacht van vliesvleugelige insecten uit de familie Platygastridae.

## Soorten
- E. clavicornis Buhl, 1995
- E. error (Fitch, 1861)
- E. hasselbachi Buhl, 1995
- E. nitidus (Debauche, 1947)
- E. parallela (Walker, 1835)
- E. pini (Debauche, 1947)